# 北瓜拉西亚巴
北瓜拉西亚巴是巴西塞阿拉州的一个市镇。总面积611.463平方公里，总人口35906人，人口密度58.7人/平方公里。